# Carsten van Ryssen

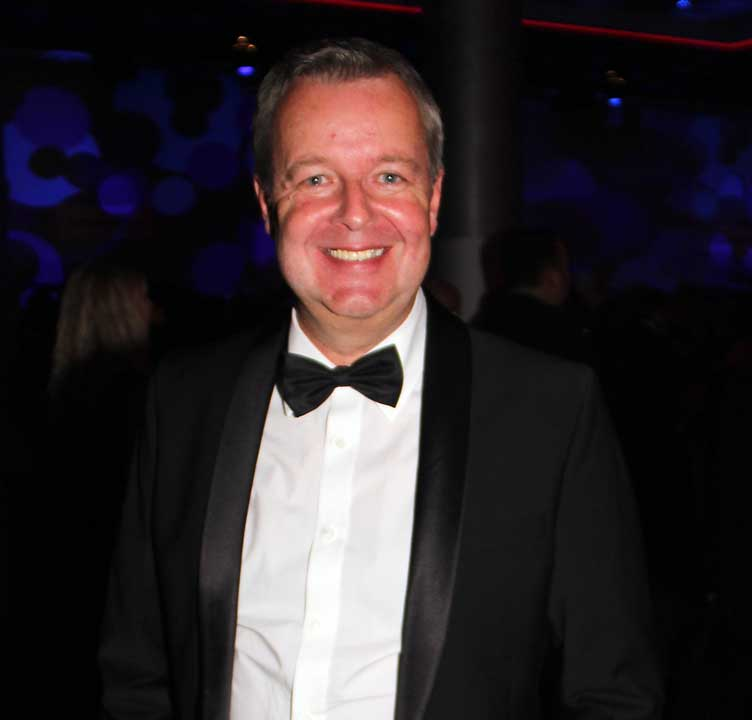
Carsten van Ryssen beim Deutschen Fernsehpreis 2012

Carsten van Ryssen (* 27. August 1963 in Soest) ist ein deutscher Komiker, Journalist, Moderator, Autor und Schauspieler. Bis 2007 machte er für das Magazin Polylux Straßen-Interviews, von 2010 bis 2018 war er bei der heute-show als Außenreporter beschäftigt.

## Lebenslauf
Nach seiner Geburt 1963 wuchs van Ryssen in Soest auf. Nach erfolgreichem Abitur begann er einen 15-monatigen Wehrdienst und nahm hinterher ein Studium an der Universität Erlangen-Nürnberg auf, welches er später an der Freien Universität Berlin im Fach Politikwissenschaft fortsetzte. Zur Finanzierung des Studiums arbeitete er parallel beim Sender Freies Berlin. Nach der Maueröffnung schrieb er zwei Jahre für das Nachrichtenmagazin „Punkt 5“ Texte. Später meldete er sich für ein Volontariat bei TIP an, wurde aber von Tita von Hardenberg für die Sendung Polylux abgeworben. Von 2006 bis 2009 gehörte van Ryssen neben Sabine Schmitz und Tim Schrick zum Moderationsteam der Sendung D Motor des Fernsehsenders DMAX. Im Januar 2010 stieß van Ryssen zum Team der ZDF heute-show, dem er bis 2018 angehörte. Von 2019 bis 2021 war er bei der Abendshow des rbb ebenfalls als Außenreporter aktiv.